# June Markham
June Markham ist eine ehemalige britische Eiskunstläuferin, die im Eistanz startete.
Ihr Eistanzpartner war Courtney Jones. Bereits bei seinem Weltmeisterschafts- und Europameisterschaftsdebüt gewann das Paar 1956 die Silbermedaille hinter ihren Landsleuten Pamela Weight und Paul Thomas. 1957 wurden sie als amtierende britische Meister in Wien Europameister und in Colorado Springs Weltmeister. Ihre Titel verteidigten sie 1958 bei der Europameisterschaft in Bratislava und der Weltmeisterschaft in Paris.

## Ergebnisse

### Eistanz
(mit Courtney Jones)
| Wettbewerb / Jahr         | 1956 | 1957 | 1958 |
| ------------------------- | ---- | ---- | ---- |
| Weltmeisterschaften       | 2.   | 1.   | 1.   |
| Europameisterschaften     | 2.   | 1.   | 1.   |
| Britische Meisterschaften |      | 1.   | 1.   |

| Personendaten    | Personendaten              |
| ---------------- | -------------------------- |
| NAME             | Markham, June              |
| KURZBESCHREIBUNG | britische Eiskunstläuferin |
| GEBURTSDATUM     | 20. Jahrhundert            |